# Westfaals voetbalkampioenschap 1915/16
In 1915/16 werd het vijfde Westfaals voetbalkampioenschap gespeeld, dat georganiseerd werd door de West-Duitse voetbalbond. Er was geen verdere eindronde meer. 

## Kreisliga

### Ravensberg-Lippe
| Plaats | Club                    | Wed. | W | G | V | Saldo | Ptn. |
| ------ | ----------------------- | ---- | - | - | - | ----- | ---- |
| 1.     | 1. FC Arminia Bielefeld | 6    |   |   |   |       | 12:0 |
| 2.     | VfB 1903 Bielefeld      | 6    |   |   |   |       | 6:6  |
| 3.     | SV Osnabrück 08         | 6    |   |   |   |       | 6:6  |
| 4.     | SV Teutonia Bielefeld   | 6    |   |   |   |       | 0:12 |

|  | Groepswinnaar |

### Hamm
| Plaats | Club                    | Wed. | W | G | V | Saldo | Ptn.  |
| ------ | ----------------------- | ---- | - | - | - | ----- | ----- |
| 1.     | VfK Hamm                | 11   |   |   |   | 66:18 | 18:4  |
| 2.     | Hammer SpV 1904         | 11   |   |   |   | 33:10 | 17:5  |
| 3.     | BV Westfalia 1906 Ahlen | 10   |   |   |   | 40:23 | 13:7  |
| 4.     | BV 09 Hamm              | 11   |   |   |   | 20:27 | 11:11 |
| 5.     | SuSpV Ahlen 1905        | 10   |   |   |   | 19:49 | 4:16  |
| 6.     | BV Heeren-Werve         | 7    |   |   |   | 5:36  | 3:11  |
| 7.     | SuS Hamm                | 8    |   |   |   | 9:29  | 2:14  |